# Keith David
Keith David Williams (Nova Iorque, 4 de junho de 1956), mais conhecido por Keith David, é um ator e dublador norte-americano. Ele é conhecido por sua voz profunda e presença na tela em mais de 300 papéis no cinema, no palco, na televisão e na mídia interativa.

## Juventude e educação
David nasceu em 4 de junho de 1956, no Harlem, Manhattan, Nova Iorque, e foi criado em Corona, Queens, Nova Iorque. Sua mãe, Dolores (nascida Dickenson), era gerente da New York Telephone, e seu pai, Lester Williams, trabalhava como diretor de operações de folha de pagamento.
Ele inicialmente pretendia se tornar ator depois de interpretar o Leão Covarde em uma produção escolar de O Mágico de Oz e passou a estudar na High School of Performing Arts de Manhattan. Ele frequentou a Divisão de Teatro da Juilliard School (1975–1979, Grupo 8), onde se formou como Bacharel em Belas Artes em 1979.

## Carreira

### Cinema e televisão
Em 1980-81, David viajou pelo país com The Acting Company, de John Houseman, nas produções de A Midsummer Night's Dream e Waiting for Godot, de Samuel Beckett. Menos de dois anos depois, ele estrelou como Childs, ao lado de Kurt Russell em The Thing, de John Carpenter, iniciando sua longa carreira na tela. Na década de 1980, em Mister Rogers' Neighbourhood, ele interpretou Keith, o Carpinteiro de Southwood, nos segmentos Neighbourhood of Make-Believe. Ele também interpretou Keith, o colecionador de moedas em um episódio em que Rogers e uma criança aprendem a jogar o jogo de arcade, Donkey Kong.
Em 2010, David foi escalado como Max Malini para a série de televisão da NBC, The Cape. Em 18 de abril de 2011, Keith apareceu no 21º episódio da primeira temporada de Hawaii Five-0 como o magnata do crime Jimmy Cannon. Em 2012, ele apareceu no filme de terror Smiley e no drama de ficção científica Cloud Atlas. Em 2013, David apareceu no polêmico drama Boiling Pot, baseado em fatos reais de racismo. Em 2014, David interpretou o Sargento Major Donald Cody na série de comédia da Fox, Enlisted. Mais tarde, em 2014, David foi escalado como Elroy Patashnik na sexta temporada da sitcom, Community.
Em 2015, David foi escalado para o papel principal ao lado de Lynn Whitfield na série dramática da Oprah Winfrey Network, Greenleaf.

## Vida pessoal
Ele se casou duas vezes. Ele tem um filho do primeiro casamento e duas filhas do segundo casamento. Em abril de 2023, David apoiou a autora e desafiante democrata nas primárias Marianne Williamson para presidente nas eleições de 2024.

## Animações
As produções de animação que o ator participou são:[carece de fontes?]
- 3x3 Eyes (1991)
- Aladdin (1994) Minos (ep. Seems Like Old Crimes)
- Fantastic Four (1995) - Black Panther
- Gargoyles (série de TV)|Gargoyles]] (1994-1997) - Goliath, Thailog, Officer Morgan
- Hercules (1997) - Apollo
- Todd McFarlane's Spawn (1997) Spawn/Al Simmons
- A Lenda de Tarzan (2001) - Tublat
- Liga da Justiça (2003) - Despero
- Os Jovens Titãns (2004) - Atlas
- A Princesa e o Sapo (2009) - Dr. Facilier
- Robot Chicken (2012) - vários personagens
- Hora de Aventura (2012-2017) - Rei do Fogo
- Justiça Jovem (2013) - Mongul
- Rick and Morty (2015-atualmente) - Presidente Andrea Curtis / Reverse Giraffe
- Titio Avô (2015) - Papai Noel
- Apenas um Show (2017) - Streaming
- Final Space (2018-2021) - Bolo
- Hazbin Hotel (2024) - Husk
- Mufasa: O Rei Leão (2024) - Masego[13]

## Videogames
Os jogos eletrônicos que Keith participou são:[carece de fontes?]
- Fallout (1997) - Decker
- Halo 2 (2004) - Árbitro
- Saints Row (2006) - Julius Little
- Mass Effect (2007) - Capitão Anderson
- Transformers: The Game (2007) - Barricade
- Halo 3 (2007) - Árbitro
- Dissidia Final Fantasy (2008) - Chaos
- Saints Row 2 (2008) - Julius Little

- Call of Duty: Modern Warfare 2 (2009) - Sargento Foley
- Mass Effect 2 (2010) - Capitão Anderson
- Dissidia 012 Final Fantasy (2011) - Chaos
- Mass Effect 3 (2012) - Capitão Anderson
- Marvel Heroes (2013) - Nick Fury
- Saints Row IV (2013) - Ele Mesmo
- Halo 5: Guardians (2015) - Árbitro
- Mortal Kombat 11 (2020) - Spawn/Al Simmons (DLC)

## Filmografia
| Ano  | Filme                                          | Personagem                                 |
| ---- | ---------------------------------------------- | ------------------------------------------ |
| 1982 | The Thing                                      | Childs                                     |
| 1986 | Platoon                                        | King                                       |
| 1988 | They Live                                      | Frank                                      |
| 1988 | Braddock 3                                     | Embassy Gate Captain                       |
| 1988 | Bird                                           | Buster Franklin                            |
| 1990 | Marked For Death                               | Max                                        |
| 1992 | Final Analysis (Desejos Finais)                | Detective Huggins                          |
| 1995 | Rápida e Mortal                                | Sargento Cantrell                          |
| 1995 | Ambição em Alta Voltagem                       | Kirby                                      |
| 1996 | Olho por olho                                  | Martin                                     |
| 1997 | Volcano                                        | Police Lieutenant Ed Fox                   |
| 1997 | Corrida contra o Destino                       | Oficial do FBI Warren Taft                 |
| 1998 | Armageddon                                     | General Kinsey                             |
| 2000 | Réquiem Para um Sonho                          | Big Tim                                    |
| 2000 | Pitch Black                                    | Iman                                       |
| 2002 | Barbershop                                     | Lester Wallace                             |
| 2003 | Agent Cody Banks                               | Diretor da CIA                             |
| 2004 | Agent Cody Banks 2: Destination London         | Diretor da CIA                             |
| 2004 | A Fúria de Riddick                             | Iman - Voz                                 |
| 2004 | The Chronicles of Riddick A Batalha de Riddick | Iman                                       |
| 2006 | Behind Enemy Lines II: Axis of Evil            | Scott Boytano                              |
| 2007 | Delta Farce                                    | Sgt. Kilgore                               |
| 2009 | Chain Letter                                   | Detetive Jim Crenshaw                      |
| 2009 | Coraline e o Mundo Secreto                     | O Gato (voz)                               |
| 2010 | Death at a Funeral                             | Reverendo Davis                            |
| 2010 | Lottery Ticket                                 | Sweet Tee                                  |
| 2012 | Cloud Atlas                                    | Kupaka, Joe Napier, An-kor Apis, Prescient |
| 2013 | Bons de Bico                                   | Bico Fino (voz)                            |
| 2016 | Greenleaf                                      | Bispo James Greenleaf                      |
| 2022 | Remember Me: The Mahalia Jackson Story         | Ink Williams                               |